# Vlag van Rhône-Alpes

Vlag van Rhône-Alpes

De vlag van Rhône-Alpes, in feite een eenvoudige banier, was een onofficieel symbool gebaseerd op de vlaggen van de voormalige provincies Lyonnais, Dauphiné en het hertogdom Savoie. In tegenstelling tot andere regio's die een vlag hebben aangenomen op basis van historische lokale heraldiek, heeft deze nooit een officiële status gehad in Rhône-Alpes.

Vlag van Lyonnais
Vlag van Dauphiné
Vlag van Savoie

Naast deze vlag is er een logovlag in gebruik.

Logovlag

De regio maakt na de regionale herindeling per januari 2016 deel uit van de regio Auvergne-Rhône-Alpes. Hierdoor is de vlag niet meer in gebruik.